# Le Beau Jeune Homme
Le Beau Jeune Homme est une comédie en quatre actes d'Alfred Capus, représentée pour la première fois au théâtre des Variétés, le 27 février 1903.

## L'intrigue
Le beau jeune homme, Valentin, occupe les fonctions de bibliothécaire dans une petite ville de province. Il est aimé, de la jeune Marthe, institutrice de la localité, qui voudrait bien, tout de suite, l'épouser. Mais Valentin est ambitieux, il lui faut la fortune, à Paris. M. Jounel qui se présente aux élections sénatoriales, ayant besoin d'un secrétaire, offre l'emploi vacant à Valentin. Valentin accepte sans hésitation et, malgré Marthe qui s'offre, et les conseils de son ami Anselme, il part, décidé à faire fortune et convaincu qu'il reviendra riche. Voilà le beau jeune homme installé à Paris, chez Jounel. Mme Jounel le trouve à son goût; lui, la trouve désirable, ils se l'avouent, et elle consent à devenir sa maîtresse.  Mme Jounel, chaleureusement embrassée dans les cheveux par Valentin, se laisse aller à une douce extase lorsque, son mari, survenant sans bruit, dépose à la même place un doux baiser; alors, doucement elle lui murmure : « O mon Valentin! ». Immédiatement il congédie son indélicat secrétaire, mais tous se retrouvent à l'acte suivant, clients de l'agence Bluche : Valentin demande une place ; Clotilde Jounel demande qu'on lui ramène son Valentin; Jounel demande si oui ou non sa femme a un amant, et Marthe enfin, qui a quitté l'enseignement, demande une situation à Paris. Clotilde ira voir, le lendemain, l'heureux Valentin en son modeste hôtel meublé, et tous deux se réjouissent à l'avance du bonheur qu'ils attendent de cette entrevue. Valentin, qui au lieu de gravir l'échelle de la société n'a fait que la descendre peu à peu, jusqu'à en être réduit à accepter une modeste place d'emballeur, sort ce soir-là avec son ami Anselme. Il le conduit dans un petit restaurant des Halles dont la caissière n'est autre que la jeune Marthe. Décidément ils s'aiment et ils ont eu grand tort autrefois, là-bas à Savigny, de ne pas s'épouser. Il en est temps encore, et comme Valentin ne désire plus Clotilde, il prendra pour femme celle dont l'amour est resté intact.

## Distribution
| Rôles           | Première         |
| --------------- | ---------------- |
| Valentin Bridou | Albert Brasseur  |
| Bluche          | Baron            |
| Jounel          | Guy              |
| Ledru           | Charles Prince   |
| Anselme         | Max Dearly       |
| Marthe Aubry    | Jeanne Thomassin |
| Paulette Aubry  | Ève Lavallière   |
| Clotilde Jounel | Léonie Yahne     |
| Émile           | Émile Petit      |
| Gustave         | Bernard          |
| Auguste         | Rocher           |
| Le Garçon       |                  |
| L’huissier      | Perrin           |
| Un dîneur       | Faisant          |
| Un monsieur     | Lecoeur          |
| Un dîneur       | Dupuis           |
| Un dîneur       |                  |
| Mme Philippe    | Debeyre          |
| Clara Desprez   | Louise Dorlac    |
| Une dame        | Ducouret         |
| Une bonne       | Pésiér           |